# Jaguar XJ (X300)
La Jaguar XJ (X300) est une berline de luxe fabriquée par Jaguar Cars entre 1994 et 1997. C'était la première XJ entièrement produite par Ford et elle peut être considérée comme une évolution de la génération XJ40 qui la précède. Comme toutes les générations précédentes de XJ, elle est dotée de la suspension arrière indépendante Jaguar. La conception de la X300 a mis l'accent sur une qualité de construction améliorée, une fiabilité grandement améliorée et un retour aux éléments de style traditionnel propres à Jaguar,.
Lors du lancement de la voiture en octobre 1994 au Mondial de l'Automobile de Paris, le marketing de Jaguar utilisa le terme "Nouvelle Série XJ" pour décrire les modèles X300. La série X300 représentait le résultat d'un programme d'investissement de 200 millions de livres sterling par Ford afin de renouveler les usines. Ce programme a introduit des robots de soudage de carrosserie automatisés de pointe fabriqués par Nissan et avait pour ambition de diriger l'orientation future de l'industrie automobile britannique.

## Extérieur

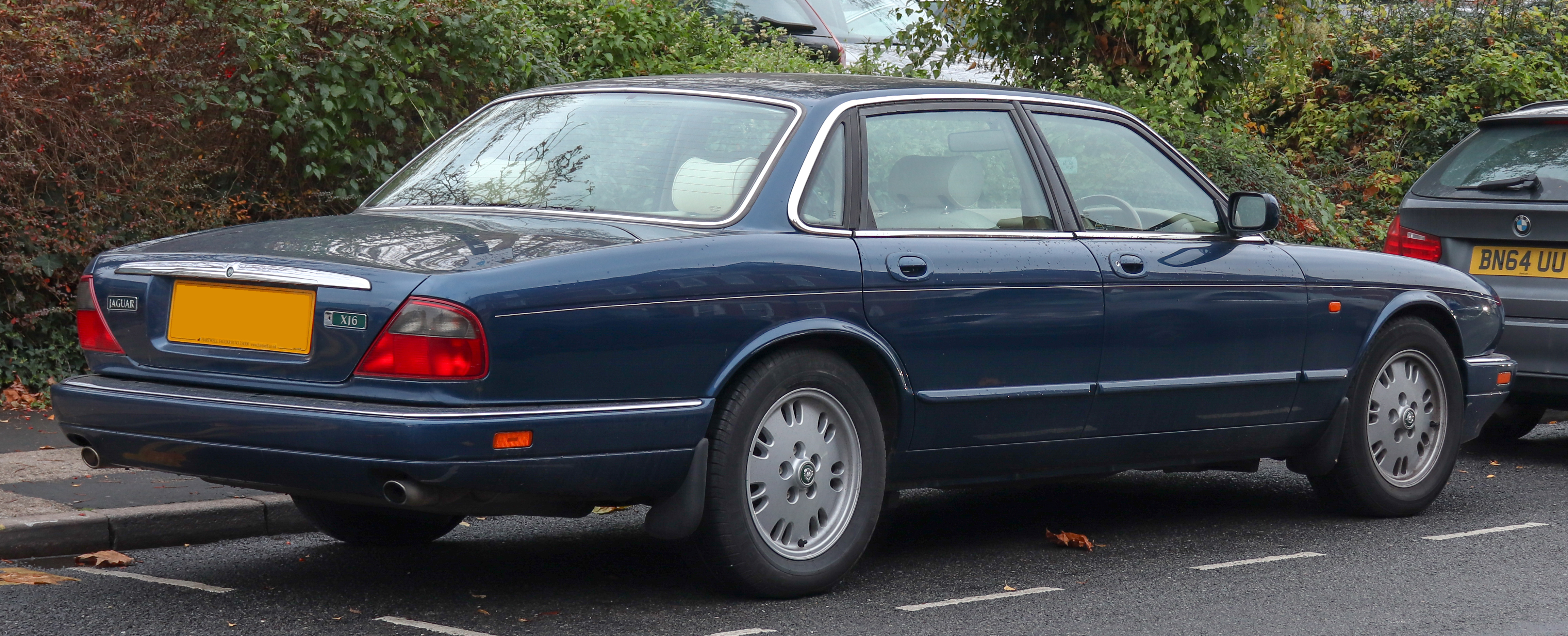
Vue arrière.

Esthétiquement, la X300 a reçu plusieurs améliorations au sein d'un effort de mise à jour du design dirigé par Geoff Lawson (en) en 1991. Le capot en grande partie plat de la XJ40 a été remplacé par un design cannelé et courbé qui mettait en valeur les quatre phares ronds séparés. Les ailes arrière ont été remodelées pour accueillir de nouveaux blocs optiques arrière enveloppants. De plus, la barre de pare-chocs séparée en caoutchouc noir de la XJ40 a été remplacée par un pare-chocs entièrement intégré de la même couleur que la carrosserie. La mascotte Jaguar "leaper" du capot n'a été installée que sur les voitures destinées aux marchés non européens.
Ces véhicules sont équipés de barillets de serrure Tibbe à 8 disques similaires aux véhicules Ford de l'époque, sauf que Ford utilisait une serrure à 6 disques, d'où la lame de clé et les barils plus courts sur les modèles Ford. Ce modèle de serrure a également été utilisé par Aston Martin.

## Intérieur

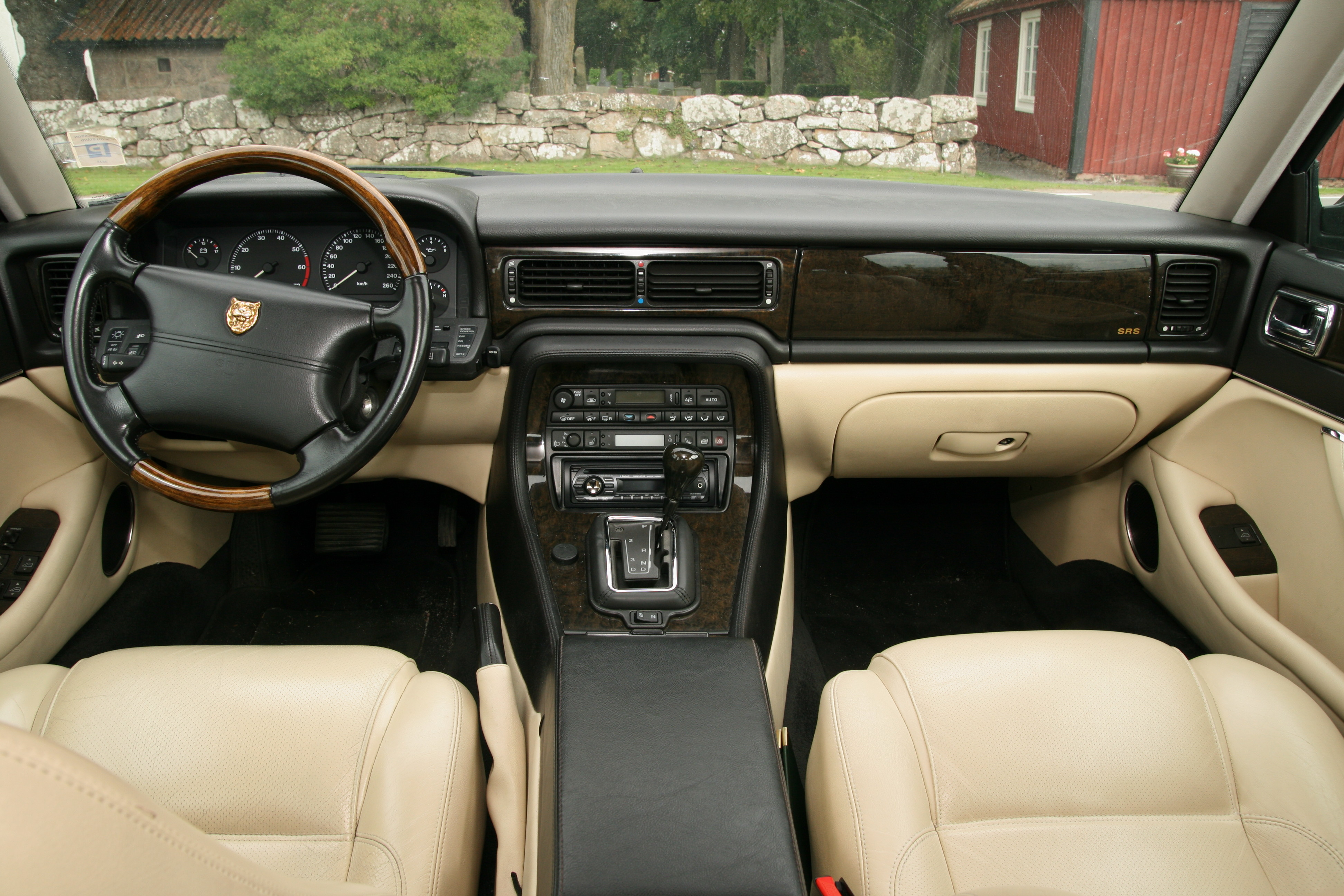
Intérieur d'un modèle Sport 1995

L'intérieur de la X300 était similaire à celui de la XJ40, avec quelques modifications. Les sièges ont été remplacés par des modèles au profil plus arrondi, les garnitures en bois ont laissé la place à des modèles à bords biseautés et le volant a été redessiné. Les premières X300 n'étaient pas équipées de boîte à gants pour le passager avant, à la suite de contraintes d'espace dues à l'introduction d'un airbag passager avant.

## Mécanique

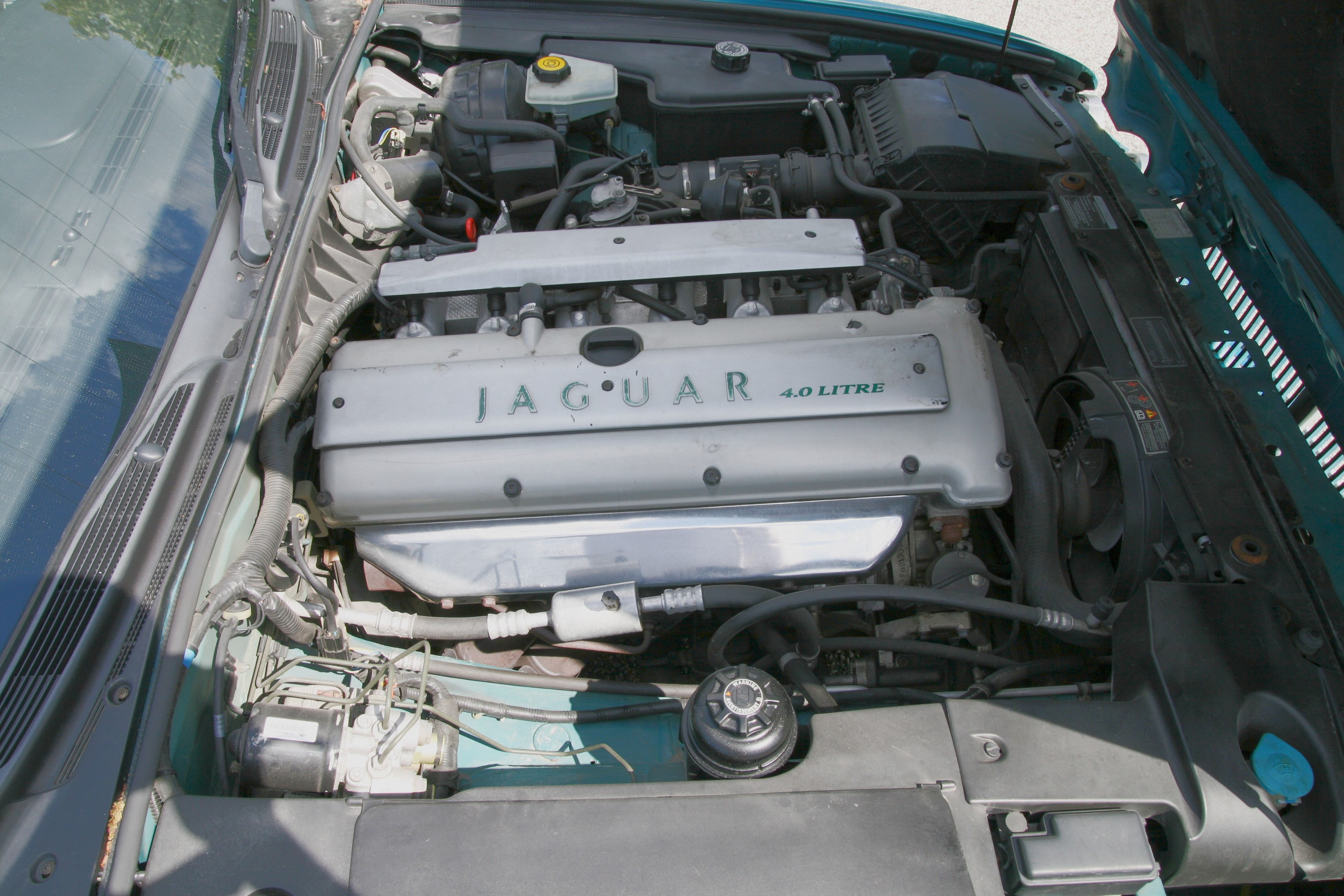
Le moteur 6 cylindres en ligne AJ16 de 4,0 litres

Les moteurs V12 et six cylindres en ligne AJ6 (AJ16) étaient tous deux disponibles dans divers modèles X300, bien qu'ils aient reçu des mises à jour importantes. Les deux moteurs étaient équipés de systèmes de gestion électronique sans distributeur.
Le nouveau système de gestion du V12 a été conçu par Denso. Le couvercle supérieur en aluminium de l'espace entre les bancs du V12 a été modifié afin de pouvoir loger deux ensembles de trois bobines chacun, chaque bobine ayant deux bornes haute tension (soit un total de douze bornes). Ces bobines étaient entraînées par deux modules d'allumage Denso, très similaires aux unités Ford EDIS-6. Le vilebrequin du V12 était obtenu par moulage à froid et non plus par forgeage comme précédemment.
La XJ40 présentait un tuyau chromé très visible qui reliait les bancs de gauche et de droite du V12 et qui servait à évacuer les gaz émanant du carter et les acheminer vers le plénum d'admission. Cet arrangement a été totalement modifié avec la X300, où il a été remplacé par un design dissimulé sous un cache en plastique, qui dissimulait également les rampes de carburant et les bobines.
Le six cylindres en ligne (désignation AJ16), reçoit des couvercles de soupapes en alliage de magnésium et des pistons révisés. Il était disponible en une version de 4.0 L suralimentée dans la XJR. Les X300 à moteur six cylindres non suralimenté utilisaient soit une boîte de vitesses automatique à quatre rapports ZF (4HP-22 sur la 3.2 L et 4HP-24 sur la 4.0 L), soit une boîte manuelle à cinq rapports Getrag 290. La 4HP-22 automatique est à commande mécanique tandis que la 4HP-24 est à commande électronique, permettant dans les modèles de 4.0 L de proposer au conducteur les modes «normal» et «sport» au moyen d'un interrupteur au niveau du levier de vitesses. A cet endroit, sur la 3.2 L, on trouve une plaquette d'obturation. Le moteur six cylindres suralimenté de la XJR était la plupart du temps commandé avec l'option boîte automatique à quatre vitesses GM 4L80-E, les véhicules restants bénéficiant de la transmission manuelle standard Getrag 290. Toutes les voitures équipées du V12 ont été construites avec la boite automatique GM 4L80-E. Sur certains marchés, comme l'Amérique du Nord, aucune boîte de vitesses manuelle n'était proposée.
La X300 a été la première XJ à être directement concernée par le rachat de Jaguar (en 1990) par Ford. Selon David Versical d'Automotive News, l'influence de Ford était plus évidente en termes de « processus de développement de produits que de son inventaire de pièces ». Cependant, Versical a ajouté que le nouveau " système de contrôle de traction de la XJ est venu via le programme Mondeo de Ford" et qu'il comportait également "un climatiseur Denso provenant des fournisseurs de Ford".

## Modèles
La X300 était disponible en carrosseries à empattement court ("SWB") et long ("LWB") et en différents niveaux de finition. Certains marchés avaient une sélection limitée de modèles ou de fonctionnalités X300. Par exemple, la XJ6 nord-américaine n'était disponible qu'avec le moteur 4.0 L, et toutes les voitures vendues là-bas étaient équipées de jantes en alliage, d'un intérieur en cuir et de la climatisation. Les modèles "Sport", "Executive" ou "Century" n'ont pas été commercialisés en Amérique du Nord, et aucune transmission manuelle n'a été proposée. Les rétroviseurs rabattables électriquement étaient de série au Japon et en option sur tous les autres marchés, à l'exception des États-Unis.

### XJ6

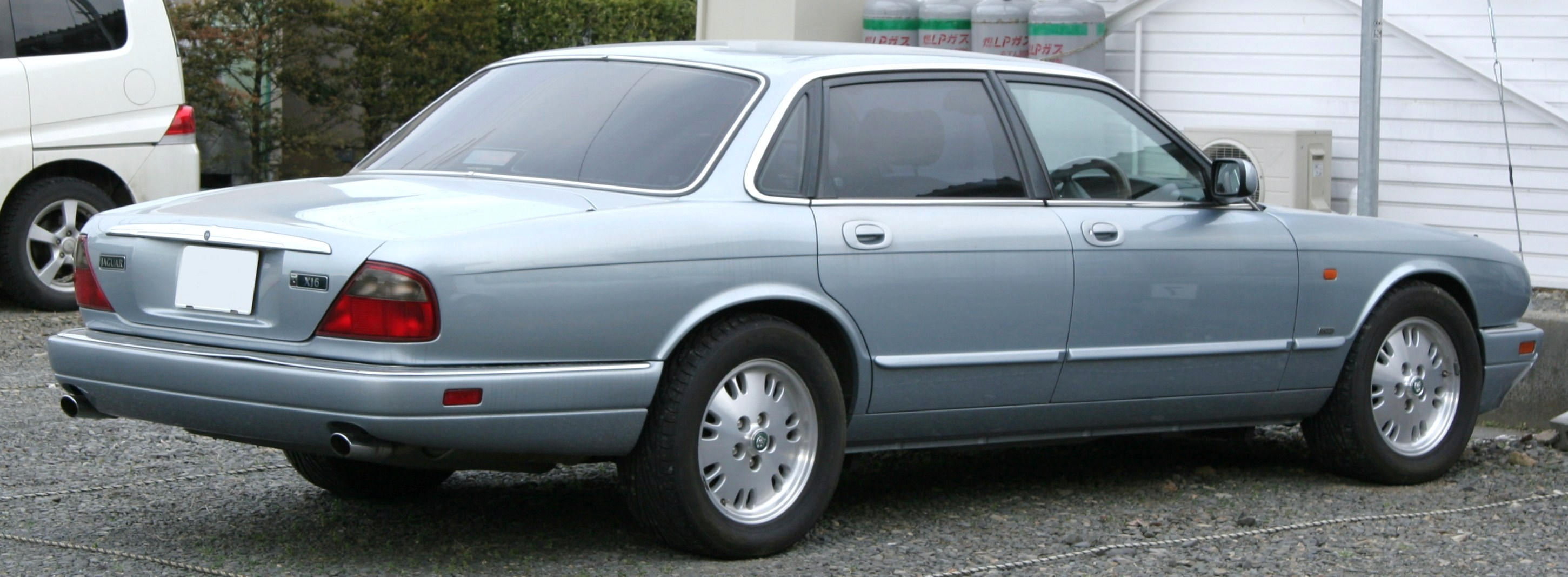
Jaguar XJ6

Le modèle de base de la gamme était la XJ6, équipée de la version 3.2 L de l'AJ16. Sur ces modèles d'entrée de gamme, les jantes en alliage d'aluminium, la sellerie en cuir et la climatisation étaient des options payantes. Plus tard, la version 4.0L de l'AJ16 fut proposée pour la XJ6.

### Sovereign

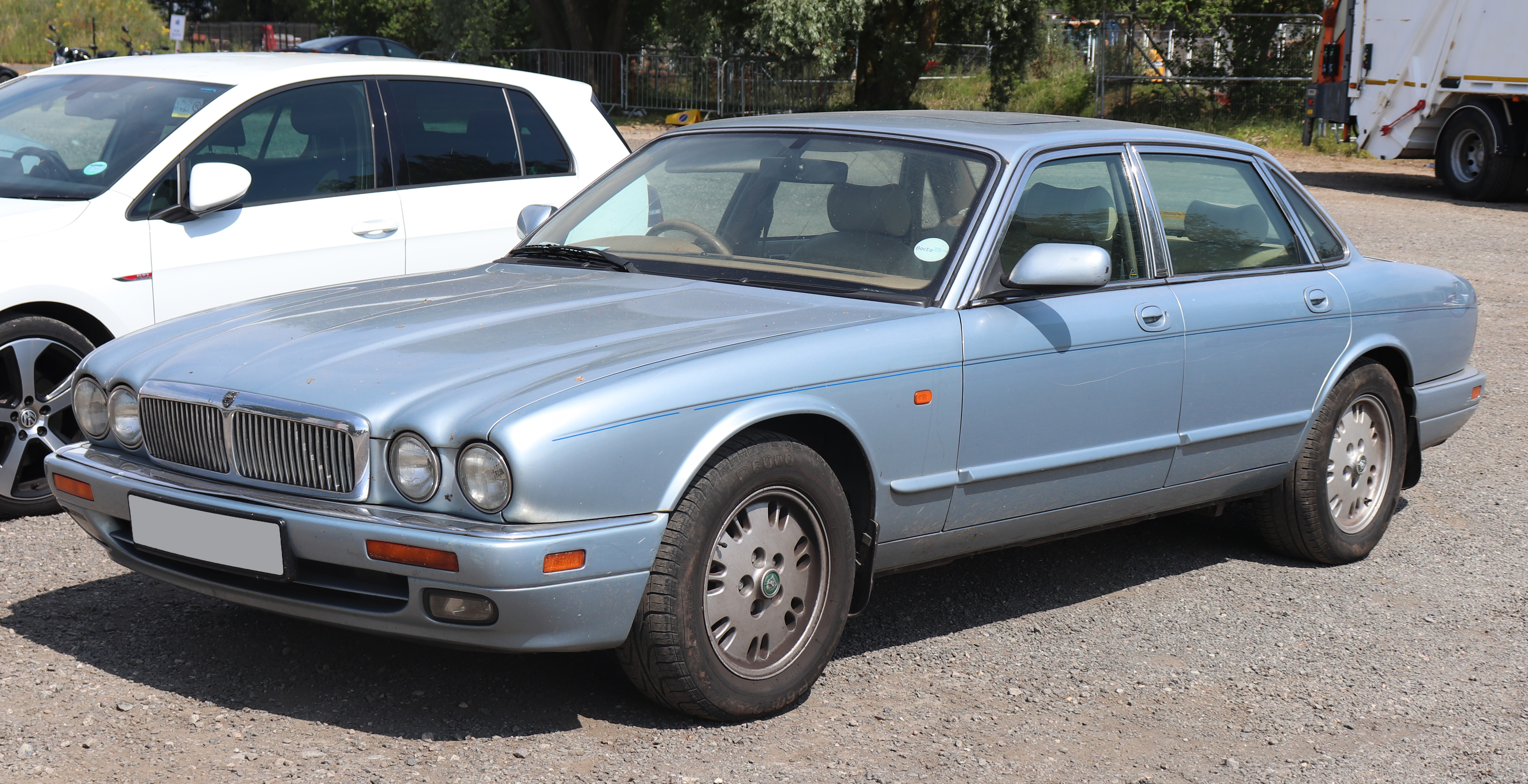
Jaguar Sovereign

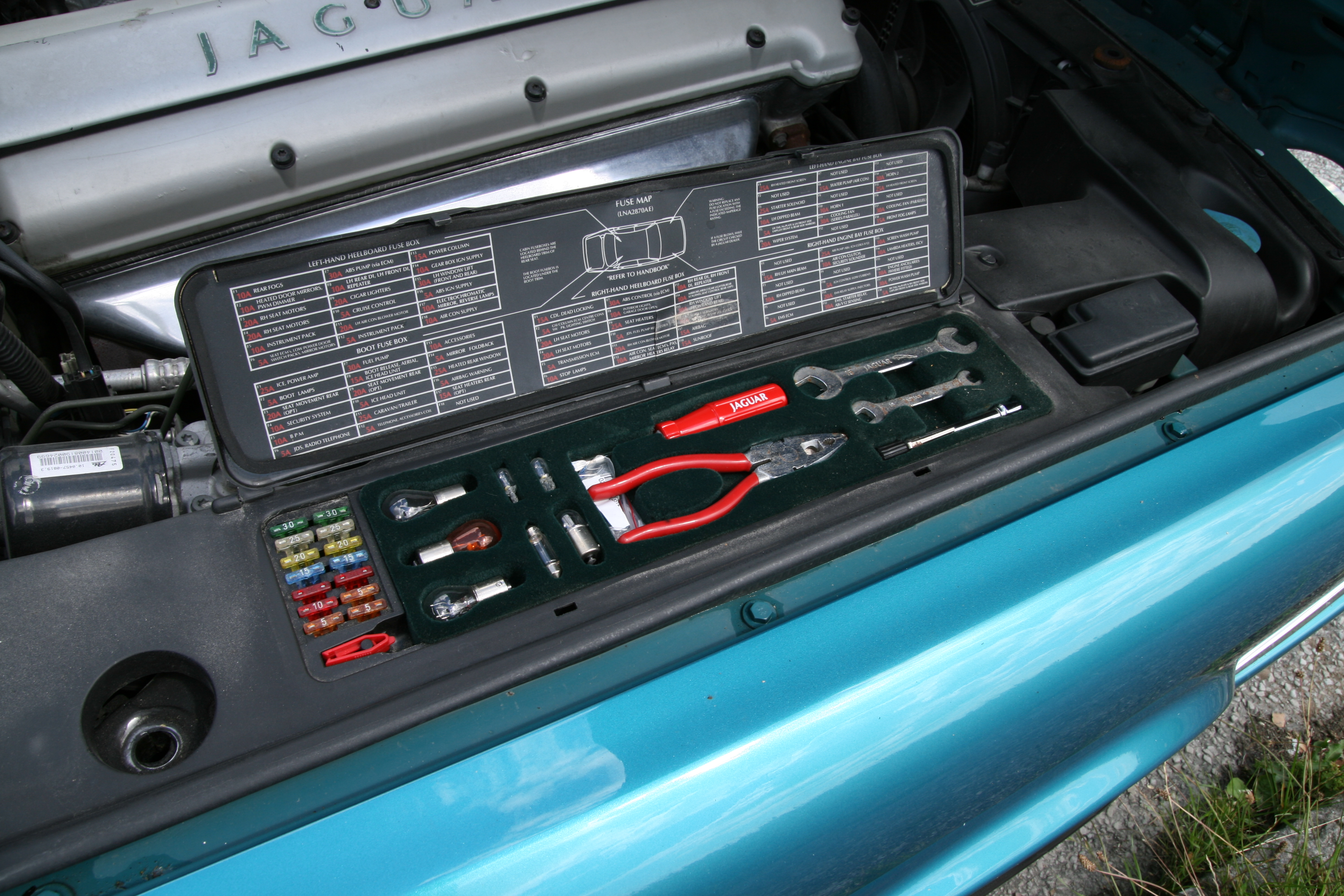
La trousse à outils offerte avec la Sovereign

Le modèle Sovereign utilisait également le moteur AJ16 (soit en 3.2L soit en 4.0L) et était équipé de série d'équipements de luxe tels que des sièges en cuir électriques à dix directions avec mémoire à trois directions côté conducteur, un régulateur de vitesse, la climatisation automatique et une trousse à outils située sous le capot. L'extérieur de la Sovereign présentait des garnitures chromées à divers endroits : calandre, encadrements de feux arrière, encadrements de pare-brise et de lunette arrière, gouttières, cadres de fenêtre et socle du coffre.

### XJ Sport

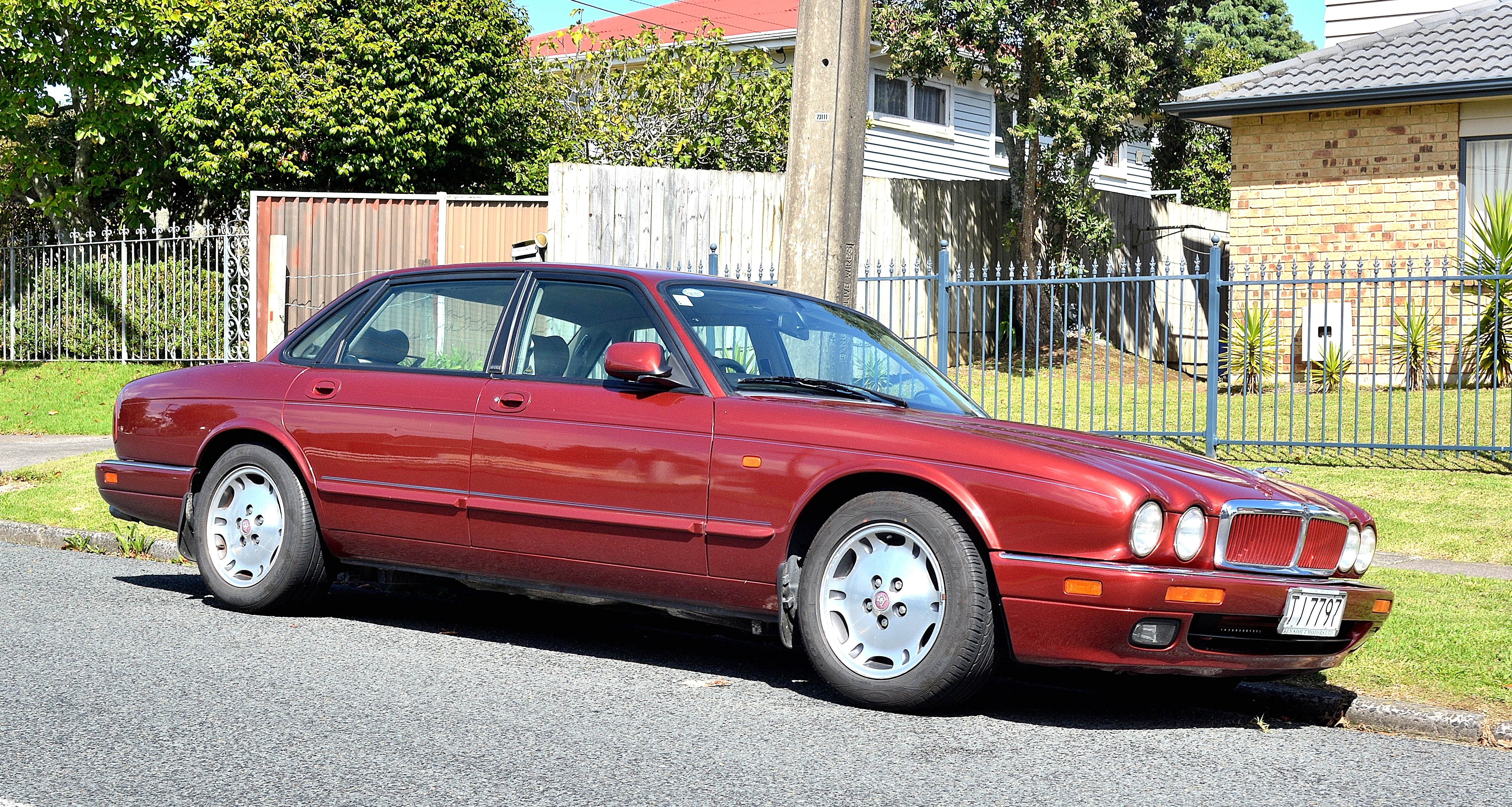
Jaguar XJ Sport

Pour attirer les jeunes acheteurs, Jaguar a proposé un modèle "Sport" avec des roues plus larges de 8 pouces, des sièges révisés et une suspension plus rigide. La XJ Sport conserve les contours de fenêtre noir mat du modèle de base et est identifiée par des badges "Sport" sur les montants B et un badge "XJ Sport" à l'arrière. Ces modifications (suspension sport et roues plus larges) étaient également disponibles en option sur les modèles SWB et LWB de la XJ6 et de la Sovereign.

### Executive
Destiné à un segment de marché plus jeune, le modèle Executive a été introduit pour l'année modèle 1997 et comportait des garnitures en cuir, un volant en bois/cuir, des roues larges (similaires au modèle "Sport") et la climatisation. Il a été traité comme une spécification de fin de série pour le XJ6 et ne dispose donc pas de numéros de production séparés.

### Empattement long (X330)
Au milieu de l'année modèle 1995, une version à empattement long de la carrosserie a été introduite, ajoutant environ 152 mm pour les occupants des sièges arrière et 25 mm supplémentaires de hauteur libre. Ce style de carrosserie était disponible sur les modèles "classiques" (XJ, Sovereign, XJ12) mais pas sur les modèles "sport" (XJ Sport, XJR). Il y avait deux variantes du X330, une avec cinq places et une avec quatre, qui comportaient alors une console centrale surélevée entre les deux sièges arrière, qui étaient réglables.
En interne, Jaguar a appelé la version à empattement long X330 "Majestic", bien que contrairement au XJ40, ils n'aient jamais été badgés comme tels. Les carrosseries X330 ont été construites sur la ligne de production standard, tandis que la XJ40 Majestic a commencé comme une carrosserie SWB qui a ensuite été élevée et étirée par Project Aerospace à Coventry, avant d'être réacheminée vers Jaguar Special Vehicle Operations puis équipée par cette dernière. La X330 avait en conséquence un prix beaucoup plus élevé que les modèles standard, par rapport à son prédécesseur. Ce changement de modèle vers mi-1995 comprend également une suspension arrière révisée qui permettait l'ajustement du pincement.

### XJR (X306)

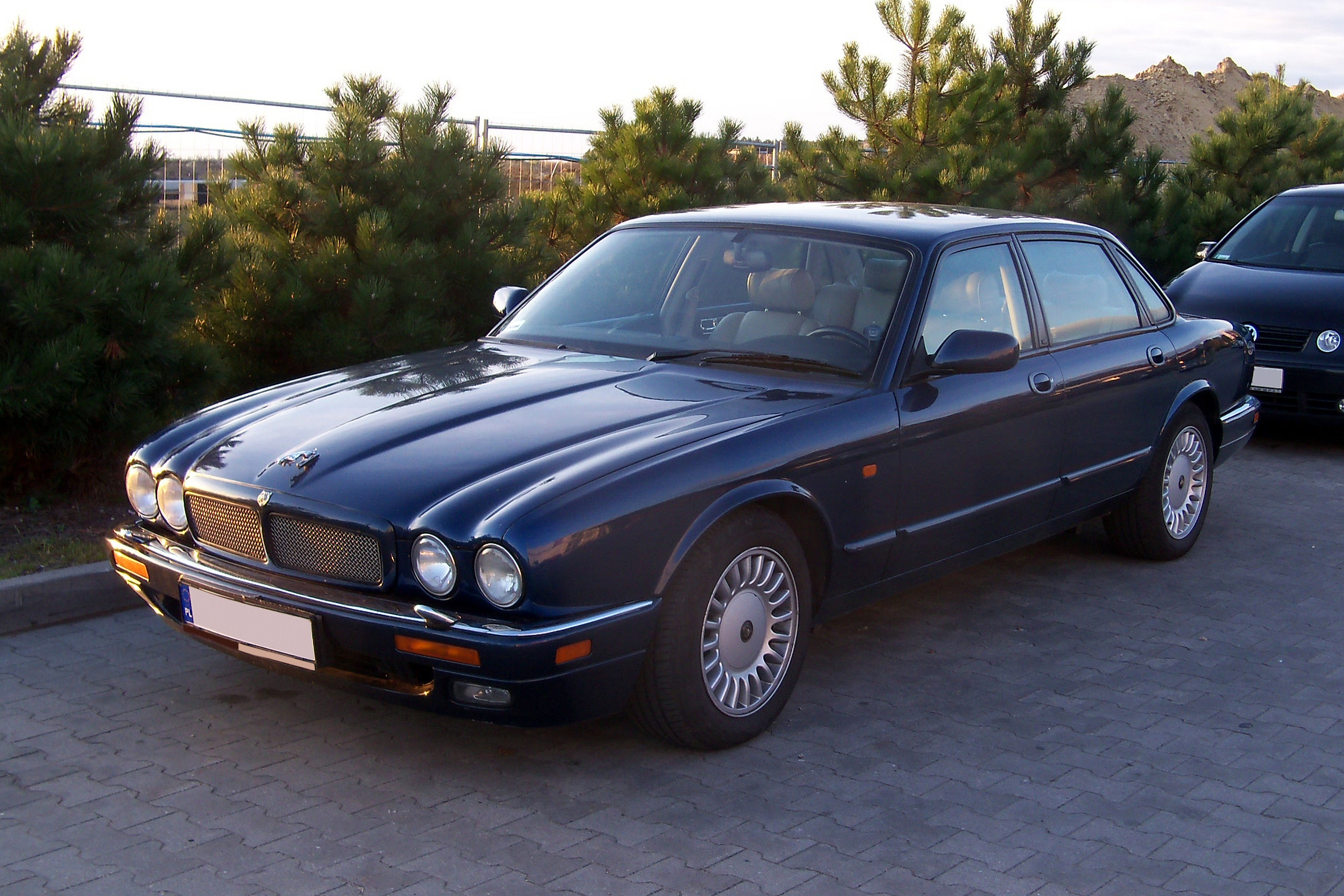
Jaguar XJR

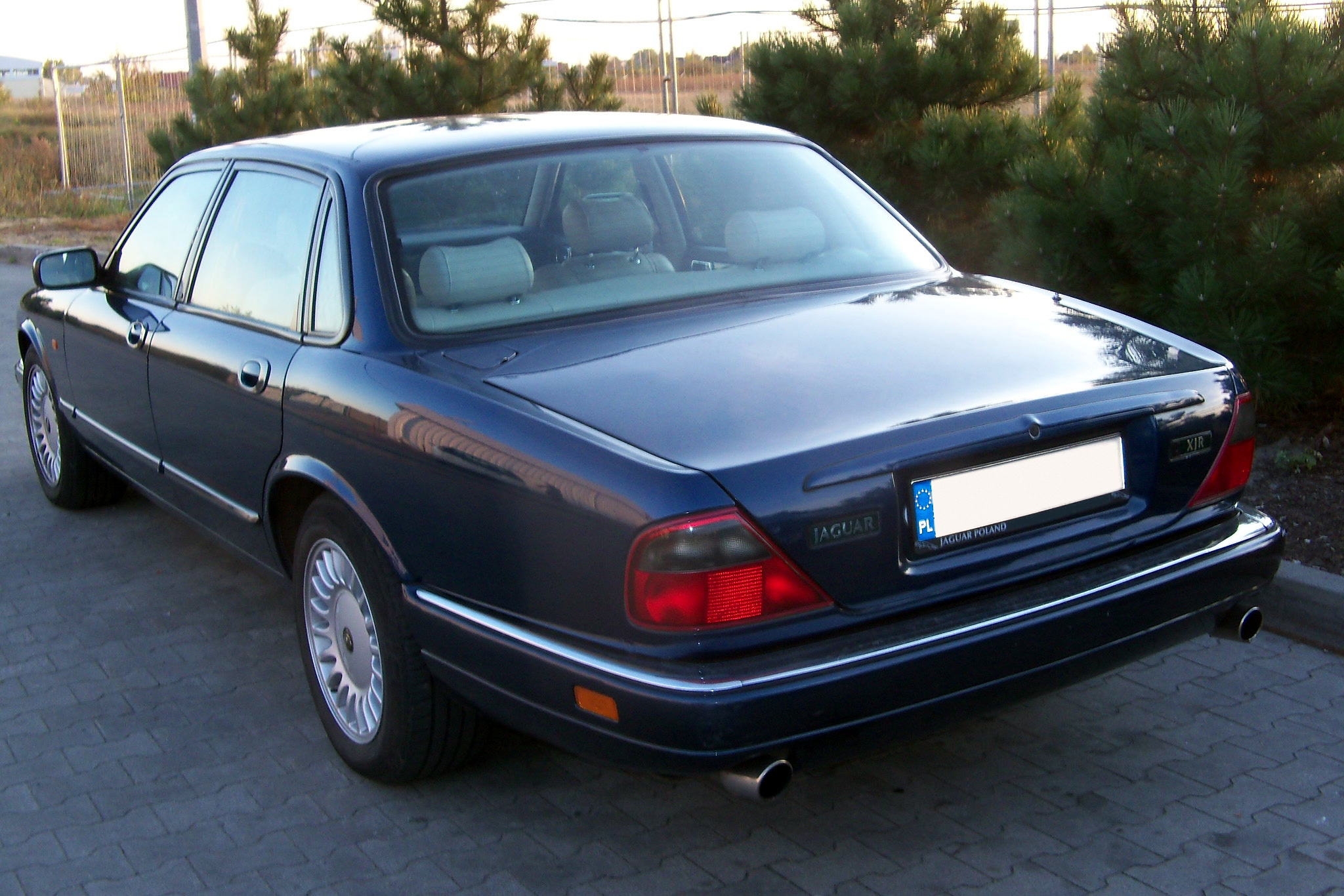
Jaguar XJR

La XJR a été présentée comme un modèle sport à hautes performances, et c'était la première voiture de route suralimentée de Jaguar (et seulement la deuxième Jaguar de route à utiliser la suralimentation, après la Jaguar XJ220 dont le V6 était dotée de deux turbocompresseurs). La puissance du six cylindres AJ16 était ainsi portée à 331 ch (243kW) et 512 N m grâce à un compresseur Eaton M90 et d'un échangeur air-eau. Le 0 à 97 km/h était d'environ 5,7 à 6,4 s. La XJR était équipée de roues de 17 pouces (contre 16 pouces sur le reste de la gamme), de pneus Pirelli P-Zero, d'une suspension plus ferme et d'un différentiel plus haut (3,27:1). Bien que la boîte de vitesses manuelle Getrag soit de série, presque toutes les XJR ont été construites avec la boîte de vitesses automatique GM 4L80-E en option.
D'un point de vue esthétique, la XJR différait des voitures standard par son entourage de calandre couleur carrosserie, un insert de calandre en grille, une plinthe de coffre couleur carrosserie, des sorties d'échappement plus grandes, des jantes spéciales "Sport" en alliage à cinq branches et un badge "XJR". Les gouttières et les encadrements de fenêtres étaient noir mat, sauf sur les modèles nord-américains où ils étaient en acier inoxydable poli.
Cette génération du modèle XJR porte le nom de code "X306". Elle est aussi parfois appelée « XJR6 » pour la différencier de la X308 XJR à moteur V8 plus récente.

### XJ12 (X305)
Le modèle XJ12 (qui partage le nom de code "X305" avec la Daimler Double Six à empattement court) présentait le même niveau de finition que la Sovereign, mais était propulsé par la version 6,0 L du moteur V12 de Jaguar. Il se différencie visuellement par un badge "XJ12" sur le coffre arrière, un insigne "V12" incrusté sur le panneau en bois du tableau de bord côté passager, un badge "V12" sur chaque montant B, des rétroviseurs extérieurs chromés et un Jaguar couleur or en haut du cadre de la calandre. La seule transmission disponible était une GM 4L80-E automatique à 4 vitesses.
Sur le marché américain, cette génération de la XJ12 n'était disponible que pour les années modèles 1995 (qui étaient toutes à empattement court) et 1996 (qui étaient toutes longues).
Le X305 était équipé d'un système de diagnostic embarqué. Cependant, il ne répondait pas pleinement aux spécifications OBD-II, qui sont devenues obligatoires pour l'année modèle 1996 aux États-Unis. En raison de l'expiration d'une autorisation exceptionnelle accordée auparavant, aucun modèle X305 de l'année modèle 1997 n'a pu être vendu en Amérique du Nord. En 2001, l'agence de protection de l'environnement américaine (EPA) et Jaguar ont conclu un accord qui a prolongé la garantie antipollution des berlines XJ12 des années modèles 1995 et 1996 à 14 ans ou 241 000 km, en raison de la non-conformité de leur unité de contrôle du moteur, qui n'était pas en mesure de fournir la surveillance continue des ratés d'allumage exigée pour la conformité OBDII.
Alors que la Daimler Double Six était livrée avec des pneus 225/60-16 sur des roues de 7 pouces et une suspension confort en standard, la XJ12 était livrée avec des pneus 225/55-16 sur des roues de 8 pouces et une suspension sport, ce qui explique la différence de hauteur entre les deux modèles.
La dernière Jaguar à être propulsée par un moteur V12 était une XJ12 LWB verte, immatriculée P60 SOV qui a quitté la chaîne de production le 17 avril 1997. Elle a été placée dans le musée Jaguar Daimler Heritage Trust à Coventry jusqu'à sa fermeture, puis a été déplacée dans la collection Jaguar du British Motor Museum de Gaydon dans le Warwickshire.
En incluant les Daimler Double Six, la production de XJ12 "X305" est estimée à 4165 exemplaires.

### Daimler / Jaguar Vanden Plas

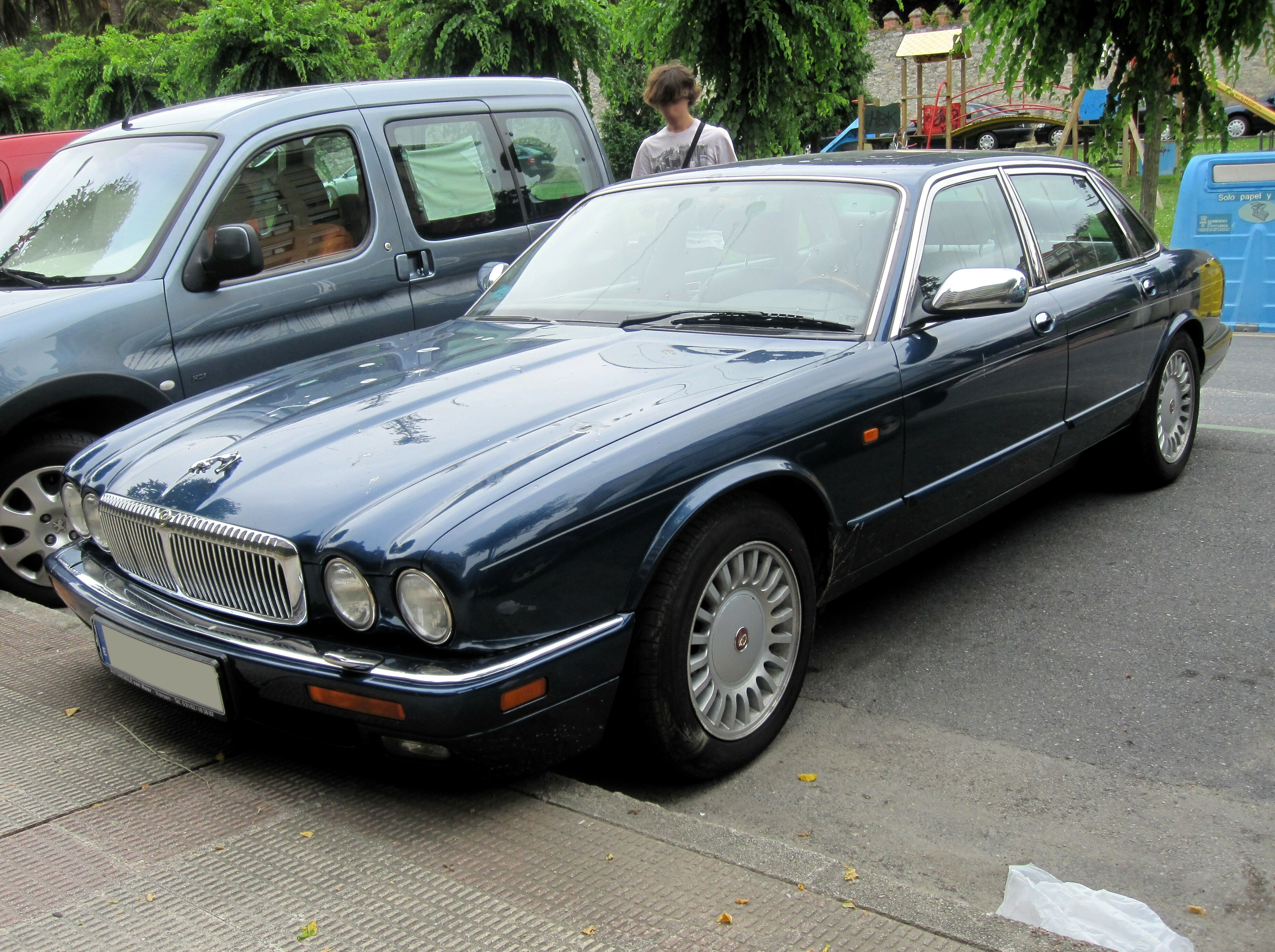
Daimler Double-Six

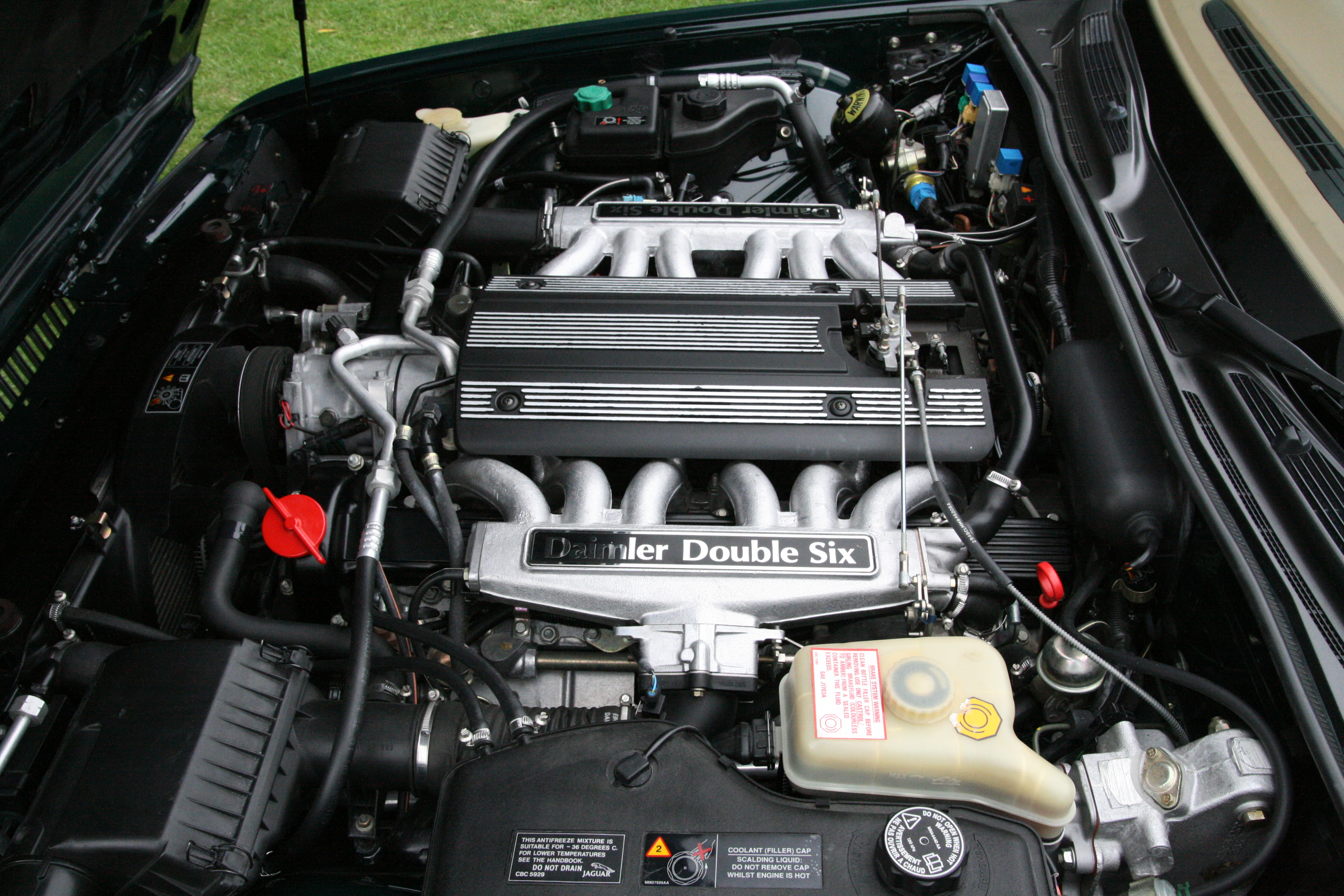
V12 dans une Daimler Double Six 1994

Le nom "Daimler" a été donné aux X300 de niveau de finition le plus élevé. Elle présentait tous les inserts chromés des Sovereign, ainsi que des rétroviseurs chromés, des poignées de porte chromées et un contour de calandre cannelé. Le modèle Daimler Six était équipé du moteur AJ16 et le Daimler Double Six du V12.
Sur certains marchés (comme l'Amérique du Nord), le nom « Jaguar Vanden Plas » a été utilisé à la place de « Daimler ». Les voitures Vanden Plas X300 aux États-Unis après l'année modèle 1995 sont toutes construites sur la carrosserie à empattement long, bien qu'elles n'étaient disponibles qu'avec le moteur six cylindres (laissant le V12 disponible uniquement dans le modèle XJ12 pour ce marché.) Les Vanden Plas de 1995 sont toutes des voitures à empattement court.

### Daimler Century
En 1996, le modèle Century a été introduit pour célébrer le centenaire du nom Daimler. La Century était équipée de toutes les fonctionnalités et améliorations disponibles sur les voitures X300, ainsi que de roues chromées, d'une peinture extérieure spéciale et de sièges arrière à réglage électrique.

### Concept Daimler Corsica
Un unique cabriolet XJ à deux portes a été construit en 1996 pour célébrer le centenaire de Daimler. Ce concept-car, appelé Daimler Corsica, était basé sur la berline Daimler Double-Six et peut accueillir quatre personnes. Le prototype, qui n'avait pas de moteur, avait toutes les caractéristiques de luxe d'une berline XJ, mais un empattement plus court. Il est peint dans une couleur appelée "Seafrost", qui a ensuite été abandonnée. Le Daimler Corsica a été nommé en écho à la Daimler Double-Six Corsica de 1931. Le concept était unique et était éventuellement destiné à une production limitée à partir de 1997. La voiture a fait un nombre limité d'apparitions dans des salons automobiles et des événements depuis 1996. Elle est récemment apparue au Belfast Sports Car Show en janvier 2004. Le prototype Daimler Corsica appartient au Jaguar Daimler Heritage Trust, qui l'a mis en ordre de marche comme une voiture homologuée pour la route entièrement fonctionnelle. Elle était auparavant exposée dans le musée de Browns Lane à Coventry, mais elle est maintenant exposée dans la collection Jaguar du British Motor Museum de Gaydon, dans le Warwickshire. La voiture a également été exposée à Harewood House dans le cadre du salon Jaguar Enthusiasts' Club.

## Nombres d'unités produites
| Modèle                     | Nombre d'exemplaires produits |
| -------------------------- | ----------------------------- |
| XJ6 3.2                    | 17 346                        |
| XJ6 3.2 (LWB)              | 747                           |
| XJ6 4.0                    | 2 474                         |
| XJ6 4.0 (LWB)              | 203                           |
| XJ Sport 3.2               | 7 165                         |
| XJ Sport 4.0               | 2 534                         |
| Sovereign 3.2              | 2 377                         |
| Sovereign 3.2 (LWB)        | 305                           |
| Sovereign 4.0              | 28 490                        |
| Sovereign4.0 (LWB)         | 4 973                         |
| XJR                        | 6 547                         |
| XJ12 (ROW)                 | 673                           |
| XJ12 (ROW, LWB)            | 56                            |
| XJ12 (NAS)                 | 564                           |
| XJ12 (NAS, LWB)            | 535                           |
| Daimler Six                | 1 362                         |
| Daimler Six (LWB)          | 1 330                         |
| Daimler Double Six         | 1 007                         |
| Daimler Double Six (LWB)   | 1 230                         |
| Daimler Century Six        | 100                           |
| Daimler Century Double Six | 100                           |
| Vanden Plas 4.0            | 3 831                         |
| Vanden Plas 4.0 (LWB)      | 7 989                         |
| Total                      | 92 038                        |